# Военно разузнаване
Военното разузнаване е област от военното дело. Често така се нарича съкратено военната служба и органите, натоварени с водене на военно разузнаване.
Тази служба използва редица средства и методики на разузнаването за събиране и анализ на информация с цел да предостави възможно по-надеждна и по-точна информация, както на съответното военно командване, така и на военно-политическото ръководство на държавата, за обекта на проучване – възможности, намерения и др.
Разузнавателната дейност е разделена на 2 основни области:
- събиране на информация и
- обработка на събраната информация.

## Разузнавателни агенции в света
- Израел
  - Мосад
  - Шин Бет
    - Служба за военно разузнаване на Израел
- Съединените щати
  - ЦРУ
  - NSA
  - ФБР
- Обединеното кралство
  - МИ-5
  - МИ-6
  - GCHQ
- Руска федерация/СССР
  - ФСБ
  - СВР
  - ГРУ
  - ФСО
  - КГБ
- Трети райх
  - Абвер